# 沈家街道
沈家街道，是中华人民共和国黑龙江省哈尔滨市呼兰区下辖的一个街道办事处，位于呼兰区东北部。
2014年2月27日，黑龙江省民政厅批复同意撤销沈家镇，设立沈家街道办事处。

## 行政区划
沈家街道下辖以下地区：
吉堡村、郭堡村、裴堡村、祁堡村、大罗村、北三家村、文化村、柳泉村、福利村、沈家村、致富村和罗斌村。